# وو مینکسیا
وو مینکسیا ورزشکار زن رشتهٔ شیرجه اهل کشور چین است. وی در بین سال‌های ‎۲۰۰۴ تا ۲۰۱۲ میلادی در مسابقات بازی‌های المپیک تابستانی در مجموع ۶ مدال، شامل ۴ مدال طلا و ۱ نقره و ۱ برنز را کسب کرد.